# Емин Дураку
Емин Дураку (алб. Emin Duraku; Ђаковица, 1. јануар 1917 — Призрен, 5. децембар 1942) био је учесник Народноослободилачке борбе, један од организатора ослободилачке борбе на Косову и Метохији, народни херој Албаније и народни херој Југославије.

## Биографија
Рођен је 1917. године у Ђаковици. Његов отац био је Реџеп Дураку (1889—1975). Био је шегрт и радио је најтеже послове код ситних трговаца, како би могао да опстане. Године 1932, без знања родитеља, заједно са Фадиљ Хоџом, отишао је илегално у Албанију. У Албанију су отишли да би наставили школу на материњем језику, али су се убрзо разочарали, јер је и тамо народ живео у готово истом, тешком, положају као и у Ђаковици.
Емин се прво уписао гимназију у Тирани, али је, 1935. године, искључен из школе, као активиста револуционарне омладине. Потом је прешао је у скадарску гимназију и наставио активност. Заједно с Чемајл Стафом (алб. Qemal Stafa; народним херојем Албаније) основао је партијску ћелију, која је касније ширила огранке по Албанији.
Након откривања партијских организација 1938. године, режим Ахмета Зогуа, је организовао масовна хапшења. Емин је био ухапшен међу првима и осуђен на три године затвора. После италијанске окупације Албаније, 1939. године, Емин је, с неколицином другова, успео да побегне из затвора. У Скадру је успоставио старе партијске везе и наставио са партијским радом.
Убрзо је изабран у најуже руководство партијске организације Скадра. У то време одлучено је да се успостави контак са Комунистичком партијом Југославије. Он и Фадиљ Хоџа, 1939. године одлазе на Косово и Метохију и успостављају контак са представницима Обласног комитета КПЈ — Бором Вукмировићем, Миладином Поповићем и другима. После повратка у Скадар, Емин је радио на омасовљењу Партије. После демонстрација, од 29. новембра 1939. године, када су Италијани и полиција угушили демонстрације у крви, Емин је ухапшен, а потом интерниран на италијанско острво Вентотене.
За време интернације свакодневно је проучавао марксистичку литературу. Заједно с неколико другова амнестиран је 1941. године, после чега долази у Тирану, да би ступио у везу с руководством КП Албаније. Ту се сусреће са Миладином Поповићем, на чији предлог прелази на партијски рад у Ђаковицу. У то време у партијској организацији на Косову и Метохији, био је заступљен веома мали број Албанаца, чиме су биле мале шансе да се албанско становништво масовније укључи у Народноослободилачки покрет Југославије (НОП).
Доласком у Ђаковицу, Емин постаје члан Комунистичке партије Југославије и организациони секретар Месног комитета. Активно је радио на укључивању албанског становништва у Народноослободилачки покрет. Почетком 1942. године, у Ђаковици је формиран Народноослободилачки одбор, а он је именован за секретара Одбора. Крајем године, по директиви Обласног комитеа КПЈ за Косово и Метохију, илегално прелази у неродимски срез и бива изабран у Биро Обласног комитета.
У селу Старо Грацко, код Липљана присуствовао је једној од седница Бироа Окружног комитета и остао илегално у селу, заједно с Митом Миљковићем. Међутим, њих двојицу и њихово склониште проказао је један издајник. Италијани и албански жандарми су 28. новембра 1942. године опколили кућу у којој се налазио. Приликом покушају бега, Емин је био тешко рањен и заробљен. Готово полумртвог пребацили су га у болницу у Призрен где је 5. децембра 1942. године преминуо.
Партизански одред формиран, крајем децембра 1942. године, у знак сећања на њега, понео је његово име. Проглашен је за народног хероја Албаније, a за народног хероја Југославије, Указом Президијума Народне скупштине ФНРЈ 5. јула 1952. године.